# Arčinci
Arčinci (Арчинцы), maleni narod u Dagestanu duž rijeke Hatar. Od Kazikumuhaca nazivani su imenom Arči (Aрчи), od Rusa Арчинцы (Arčinci), dok sami sebe nazivaju Aršištib (Aршиштиб). Jezik Arčinaca pripada nahsko-dagestanskoj porodici. U literaturi se služe avarskim jezikom na temelju ruskog pisma. Po vjeri su muslimani-suniti.
u 17. i 18. stoljeću Arčinci su pod milošću kazikumuhskih vođa, da bi početkom 19. stoljeća postali dio njihovog kanata. U 19. stoljeću dolaze u kontakte s Avarcima pa im pridružuju a 1813. u sastavu su Dagestana koji će 1991. postati republika.
Glavna preokupacija Arčinaca su stočarstvo i zemljoradnja, a bave se i tkanjem orijentalnih ćilima i drvorezbarstvom. Naselja im se nalaze u planinama, a kuće jedno- dvo- ili višekatne, kamene, s ravnim krovovima.
Odjeća je nalik avarskoj, kaputi od ovčje kože i šeširi tradicionalni elementi muške nošnje. U nacionalnoj kuhinji prevladavaju meso i mlijeko, jaja, sir i halva (alva),  dok se povrće manje konzumira. 
Suvremena arčinska obitelj je malena, a stariji članovi tradicionalno se poštuju. Očuvali su i predislamska vjerovanja. Među Arčincima popularan je ples лезгинка (lezginka), a od glazbenih instrumenata imaju zurnu, kumuz i bubanj-baraban. 

## Vanjske poveznice
- The Archins